# Zapadnonilotski jezici
Zapadnonilotski jezici, jedna od triju glavnih grana nilotskih jezika raširenih u Sudanu i Ugandi. Nilotsku skupinu čine zajedno s užom istočnonilotskom i južnonilotskom skupinom, a obuhvaća (31) jezik. 
Podskupine su joj dinka-nuer sa (7) jezika i Luo jezici (24) jezika.

## Vanjske poveznice
- Ethnologue (14th)
- Ethnologue (15th)